# F. Richard Jones
F. Richard Jones (St. Louis, 7 settembre 1893 – Hollywood, 14 dicembre 1930) è stato un regista e produttore cinematografico statunitense.
Fu supervisione alla regia di diverse comiche dirette da Fred Guiol e Leo McCarey, in produzione di Hal Roach. Ebbe un ruolo fondamentale nella creazione della famosa coppia comica Stan Laurel e Oliver Hardy nel 1927-28.

## Filmografia
- Ambrose's First Falsehood - cortometraggio (1914)
- Mickey, co-regia di James Young (1918)
- Yankee Doodle in Berlin (1919)
- Down on the Farm, co-regia di Ray Grey e Erle C. Kenton (1920)
- Flying Pat (1920)
- Love, Honor and Behave!, co-regia di Erle C. Kenton (1920)
- The Ghost in the Garret (1921)
- Molly O' (1921)
- Step Forward, co-regia di William Beaudine, Gus Meins (1922)
- Gymnasium Jim - cortometraggio (1922)
- The Crossroads of New York (1922)
- The Country Flapper (1922)
- Suzanna (1922) [1][2]
- The Shriek of Araby (1923)
- The Extra Girl (1923)
- The First 100 Years, co-regia di Harry Sweet - cortometraggio (1924)
- Little Robinson Corkscrew, co-regia di Ralph Ceder - cortometraggio (1924)
- The Nickel-Hopper, co-regia di Hal Yates (1926)
- Il gaucho (The Gaucho) (1927)
- Cercasi avventura (Bulldog Drummond) (1929)